# Roman Camenzind
Roman Camenzind (* 11. Januar 1976 in Zürich) ist ein Schweizer Musiker und Musikproduzent.

## Biografie
Die musikalischen Anfänge von Camenzind liegen in der Band Subzonic, die er 1992 mit einem Schulkameraden gründete. Er war Sänger und Songwriter und übernahm später auch die Produktion der Bandalben. 1997 gründete er die Produktionsfirma HitMill und produzierte bereits vor der Trennung von Subzonic auch andere Künstler, unter anderem ist er seit dem Castingshowauftritt von Baschi 2004 für dessen Veröffentlichungen verantwortlich. Er war Produzent und Koautor seines Hits Bring en hei, einem der erfolgreichsten Lieder in Schweizer Mundart überhaupt. Für die zweite Staffel der Castingshow 2005 schrieb bzw. produzierte er drei weitere Nummer-eins-Hits, einer davon Gumpu, der Siegersong von Salome Clausen.
Gleichzeitig war er von 2004 bis 2007 A&R-Manager bei Universal Music in der Schweiz und führte anschliessend bis 2008 das Label Phonag Records.
Camenzind sagt von sich selber, dass «Kommerz» sein Musikstil sei. So sind viele Interpreten, mit denen er zusammenarbeitet, in der kommerziellen und offiziellen Schweizer Hitparade erfolgreich, darunter Adrian Stern, Fabienne Louves, die Bands George, Lovebugs und Pegasus. Für Letztere produzierte er mit Skyline 2012 seinen fünften Spitzenreiter der Singlecharts. Dazu vergrösserte er das Team von HitMill unter anderem um Fred Hermann und Georg Schlunegger, mit denen er zum Beispiel für Gimma und Florian Ast arbeitete.
Neben der Musik für Popkünstler arbeiteten Camenzind und HitMill auch für das Fernsehen und die Fernsehwerbung. Mit Slow Down, Take It Easy für eine Verkehrssicherheitskampagne und I Love für Coop-Bioprodukte brachte er Musik aus Werbespots auch in die Charts.
Roman Camenzind ist seit 2010 verheiratet und hat drei Kinder.

## Produzierte Künstler
- Adrian Stern
- Baschi
- Anna Rossinelli
- Börni
- Dada Ante Portas
- Fabienne Louves
- Florian Ast
- Francine Jordi
- George
- Gimma
- Katharina Michel
- Lovebugs
- Myrto
- Nekish
- Pegasus
- QL
- TinkaBelle
- Ueli Schmezer
- Oliver Pocher